# Il trovatello
Il trovatello (Der Findling) è un racconto dello scrittore tedesco Heinrich von Kleist pubblicato nel secondo volume dei Racconti (Erzählungen) nel 1811.

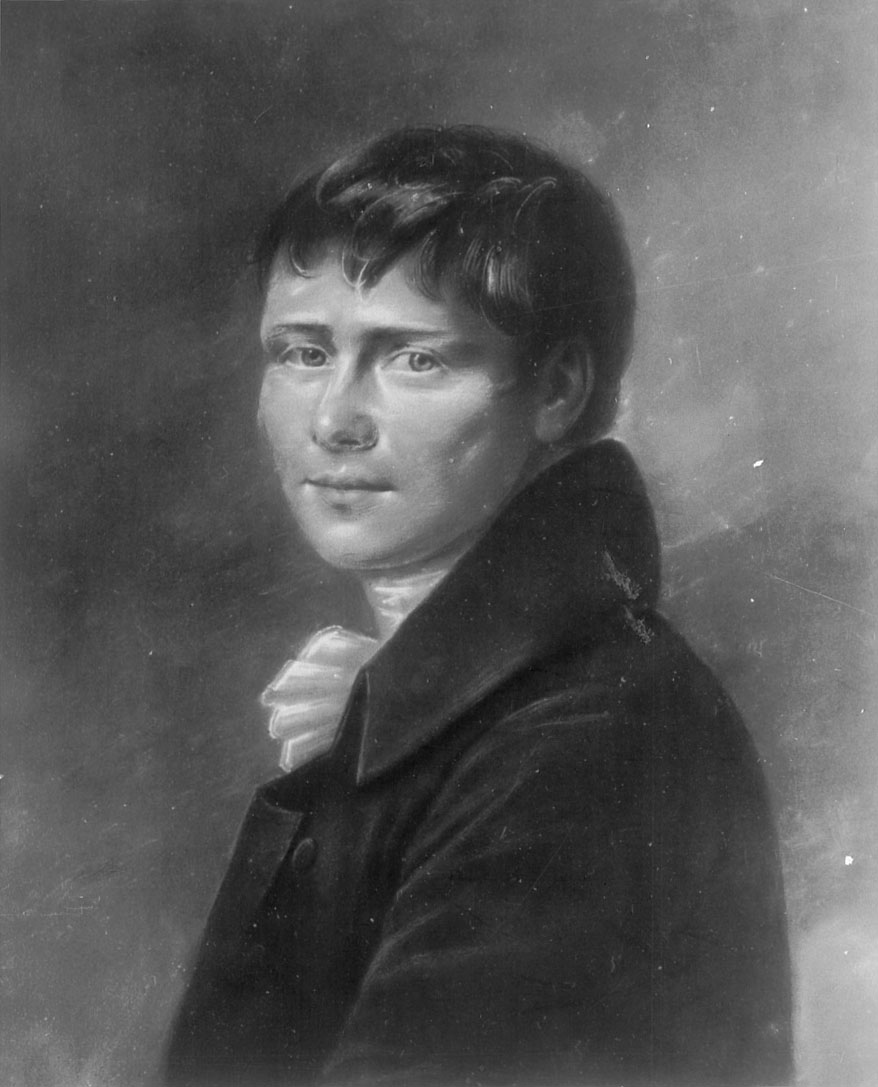
Ritratto di H. von Kleist (1801)

## Storia editoriale
Il trovatello fu scritto molto probabilmente nel 1811, come Il duello; entrambi questi racconti, gli ultimi scritti da Kleist, furono inseriti direttamente nel secondo volume dei Racconti. Nel racconto si rilevano infatti, riferimenti a brani apparsi sul Berliner Abendblättern del 1811 o su altri periodici letterari coevi. Il racconto trae la propria ispirazione da fonti eterogenee quali Il Tartuffo di Molière, Nathan il saggio di Lessing, le Fabulae di Igino, conosciute da Kleist probabilmente attraverso il Mythologische Wörterbuch di Benjamin Hederich, e Il monaco di Lewis. 

## Trama
Antonio Piachi, un facoltoso mediatore di terreni romano, si sta recando a Ragusa in compagnia di Paolo, il figlio undicenne. In prossimità delle mura cittadine, Plachi apprende che a Ragusa è scoppiata una pericolosa epidemia e, preoccupato soprattutto per il figlio, decide di ritornare immediatamente in patria. Plachi è avvicinato da un fanciullo, Nicolò, il quale lo prega di portarlo con sé perché, pur essendo ammalato, non vuole essere ricoverato in ospedale. Sebbene timoroso, Plachi si impietosisce e accoglie il fanciullo. Durante una sosta in una locanda, i tre sono arrestati dalla polizia e isolati in quarantena nell'ospedale di Ragusa dove il giovane Paolo si contagia e muore mentre Nicolò guarisce. Terminata la quarantena, al momento di ritornare a casa, saputo che Nicolò è un povero trovatello, Antonio Piachi impietosito porta con sé a Roma il povero orfano il quale è accolto come figlio anche da Elvira, la sua giovane seconda moglie originaria di Genova. 
A Roma Nicolò riceve una buona educazione, viene adottato legalmente e inserito nell'impresa del padre adottivo. I genitori adottivi sono contenti del giovane se si eccettua una certa tendenza al bigottismo (come erede di un ricco patrimonio, il giovane ha attirato su di sé l'interesse dei frati Carmelitani) e un precoce interesse per il sesso femminile. Di nascosto dei genitori, a soli 15 anni Nicolò inizia una relazione con Saveria Tartini, la «concubina del vescovo». All'età di 20 anni comunque Nicolò sposa Costanza Parquet, una virtuosa nipote di Elvira. Antonio Piachi, ormai sessantenne, decide allora di andare in pensione, e pertanto cede a Nicolò la maggior parte del proprio patrimonio.
In gioventù Elvira ha vissuto una tragica esperienza: era stata salvata dalle fiamme da un giovane, di nome Colino, il quale era tuttavia morto a causa del suo intervento. Elvira non ha superato completamente quel trauma: da allora è sempre triste, prega ogni giorno davanti a un ritratto del suo salvatore e il marito rispetta con discrezione il suo dolore. Al contrario, anche dopo il matrimonio Nicolò ha mantenuto la relazione clandestina con Saveria Tartini. Durante il carnevale partecipa a una festa con l'amante travestendosi da nobile genovese. Ritornato di nascosto a casa, si imbatte in Elvira la quale, allorché lo vede, sviene. Poco dopo Nicolò resta vedovo: Costanza muore dando alla luce un bambino che non sopravvive. Antonio Piachi intercetta un biglietto di Saveria Tartini col quale la donna fissa un appuntamento a Nicolò; poi, davanti al feretro di Costanza, Antonio svergogna il figlio adottivo. Questi, credendo l'incidente sia stato causato da Elvira, comincia a odiarla e progetta di vendicarsi; contemporaneamente Nicolò si rende conto di quanto sia ancora bella Elvira e comincia a elaborare torbidi propositi su di lei. Comunque, ipocritamente Nicolò promette ad Antonio di troncare ogni rapporto con Saveria Tartini.
Grazie alle indagini di Saveria Tartini e dei Carmelitani, Nicolò scopre i segreti di Elvira; scopre anche di essere molto somigliante a Colino. Durante un'assenza del padre adottivo, con indosso abiti simili a quelli portati da Colino nel ritratto, Nicolò entra in camera di Elvira. La madre adottiva perde i sensi; Nicolò sta per approfittare sensualmente di lei, quando viene sorpreso da Antonio, ritornato inaspettatamente a casa proprio in quel momento. Antonio intima a Nicolò di andar via da casa; ma questi, «in tutto degno di Tartufo», ribatte al vecchio che non si sarebbe mosso, essendo ormai il legittimo proprietario dei beni dei Piachi. Grazie dell'appoggio dei Carmelitani e del vescovo, Nicolò riesce a veder riconosciute in tribunale le sue pretese. Conosciuta la sentenza avversa poco dopo la morte di Elvira, in un impeto d'ira l'indignato Antonio uccide Nicolò. Condannato a morte, Antonio rifiuta i conforti religiosi affermando di voler andare all'inferno, dove sicuramente avrebbe ritrovato Nicolò, e riprendere nei suoi confronti la vendetta che in vita aveva potuto soddisfare solo in parte.

## Critica
L'Italia, dove è ambientato il racconto, appare - secondo il cliché transalpino e nordico di cui è rappresentante Stendhal - una terra di forti passioni, sia nel bene che nel male, e di inesorabili e talora autolesionistiche vendette. Giuliano Baioni vede nell’epidemia la metafora del disordine rivoluzionario e mette al centro di questo racconto la vendetta come principio metafisico

## Personaggi
Nicolòil trovatello. È stato adottato ancora fanciullo da Antonio Piachi
Antonio Piachifacoltoso mediatore romano di terreni
Paolo Piachifiglio di Antonio, muore durante un'epidemia all'età di undici anni
Elvira Parquet in Piachiseconda moglie di Antonio Plachi, originaria di Genova
Colinonomignolo di Alvise, marchese del Monferrato, un giovane aristocratico genovese morto in conseguenza delle ferite riportate mentre tentava di salvare la giovane Elvira durante un incendio
Costanza Parquetnipote di Elvira, sposa di Nicolò
Saveria Tartinimantenuta di un vescovo, amante di Nicolò

### Edizioni
- Heinrich von Kleist, «Das Bettelweib von Locarno». In: Heinrich von Kleist, Erzählungen, Band 2, Berlin: Reimer, 1811, pp. 93-132[7]
- Heinrich von Kleist, Racconti, Vol. 2; traduzione e introduzione di Ervino Pocar, Lanciano: R. Carabba, stampa 1922
- Heinrich von Kleist, Racconti; a cura di Luisa Vertova, Milano: Bompiani, 1945
- Heinrich von Kleist, I fidanzati di Santo Domingo; Il trovatello; Coll. Grandi scrittori, Roma: De Carlo, 1945
- Heinrich von Kleist, I racconti; traduzione dal tedesco di Ervino Pocar, Collezione I grandi libri Garzanti 197, Milano: Garzanti, 1977
- Heinrich von Kleist, Opere, 2 voll.; premessa, traduzione e note di Ervino Pocar; con una introduzione di Emil Staiger, Milano: Guanda, 1980
- Heinrich von Kleist, La marchesa di O...; Il trovatello, Col. Biblioteca del viaggiatore 19, Firenze:Passigli, 1987, ISBN 88-368-0116-1
- Heinrich von Kleist, Tutti i racconti; a cura di Italo Alighiero Chiusano; traduzione di Ervino Pocar; premesse e note di Alessandro Fambrini, Firenze: Giunti, 1995, ISBN 88-09-20536-7
- Heinrich von Kleist, I racconti; V edizione; introduzione di Giuliano Baioni; traduzione di Andrea Casalegno, Collezione I grandi libri Garzanti 197, Milano: Garzanti, 1988, ISBN 88-11-58197-4
- Heinrich von Kleist, Tutti i racconti; a cura di Marina Bistolfi ; con un saggio critico di Thomas Mann, Milano: A. Mondadori, 1997, ISBN 88-04-43288-8

### Fonti critiche
- Cristina Baseggio e Emilia Rosenfeld, «RACCONTI di Kleist|Erzählungen», in Dizionario Bompiani delle opere e dei personaggi di tutti i tempi e di tutte le letterature, VIII (R-Set), Milano, Bompiani, 2005,  pp. 7864-65, ISSN 1825-7887 (WC · ACNP).
- Alessandro Fambrini, Premessa, in Italo Alighiero Chiusano (a cura di), Kleist, Tutti i racconti, traduzione di Ervino Pocar, Firenze, Giunti, 1995,  pp. 195-96, ISBN 88-09-20536-7, SBN RAV0250620. URL consultato il 24 aprile 2017.
- Anna Maria Curci, Anno Kleistiano 2011-2, Il trovatello, su poetarumsilva.com, 16 ottobre 2011. URL consultato il 24 aprile 2017.